# Ernst Lucke
Ernst Otto Lucke (* 8. Juni 1873 in Glauchau; † 17. Januar 1947 in Chemnitz) war ein deutscher Handwerker (Drechsler) und Politiker (Wirtschaftspartei).

## Leben und Wirken
Lucke war ein Sohn des Friedrich Wilhelm Lucke und seiner Ehefrau Emma, geb. Dörr. Lucke besuchte die Volksschule in Glauchau. Danach absolvierte er eine Drechslerlehre. Von 1894 bis 1907 gehörte er als Kapitulant und Feldwebel dem Infanterieregiment Nr. 106 in Leipzig an. Während dieser Zeit besuchte er auch die Kapitulanten- und Volkshochschule in Leipzig sowie – im Status eines Hospitanten – die Universität Leipzig.
1906 legte er mit gutem Erfolg die Aufnahmeprüfung für die mittlere Beamtenlaufbahn für Eisenbahn, Post und Intendantur ab. Am 1. Mai 1908 trat er in die Post in Chemnitz ein. Später bestand er die Postassistenten-, die Oberpostsekretär- und schließlich im Jahr 1923 die Verwaltungsprüfung.
Nach dem Ersten Weltkrieg begann Lucke sich in zunehmendem Maße politisch zu engagieren. Ein politisches Forum fand er schließlich in der Reichspartei des deutschen Mittelstandes (Wirtschaftspartei). Von 1920 bis 1926 war Lucke Stadtverordneter in Chemnitz. Seit 1922 saß er im Kirchenvorstand und 1923 wurde er Erster Vorsitzender des Kreisverbandes Chemnitz im Verbande der Sächsischen Hausbesitzervereine. Von 1924 bis zum Juli 1932 gehörte Lucke für seine Partei als Abgeordneter dem Berliner Reichstag an, in dem er den Wahlkreis 30 (Chemnitz-Zwickau) vertrat.
In den Chemnitzer Adressbüchern von 1938 und 1943 ist Lucke als Oberpostinspektor a. D. mit Wohnsitz in der Elsasser Straße 19 verzeichnet.

## Ehe und Familie
Lucke heiratete am 4. Oktober 1902 die Wilhelmine Karoline Luise Kronsberg. Die Eheschließung fand in Leipzig statt.

## Schriften
- Worte Grosser Deutscher als Erziehungsmittel, Berlin 1942. (Informationsschrift der Reichsarbeitsfront)
- Leitsätze für den Betrieblichen Berufserzieher, s.l.e.a.